# Новояппарово
Новояппа́рово (рос. Новояппарово, башк. Яңы Яппар) — село у складі Давлекановського району Башкортостану, Росія. Входить до складу Казангуловської сільської ради.
Населення — 408 осіб (2010; 411 в 2002).
Національний склад:
- башкири — 99 %

## Відомі люди
Народились
- Ураксіна Расіма Мінібулатівна (1950—2015) — поетеса, драматургиня, фольклористка, перекладачка.